# Успение Богородично (Сапарево)
Вижте пояснителната страница за други значения на Успение Богородично.
„Успение Богородично“ е възрожденска българска църква в село Сапарево, община Сапарева баня. Намира се на височина в центъра на селото.

## История, архитектура
Църквата „Света Богородица“ представлява умален вид на църквата в Рилския манастир. Построена е на възвишение с камбанария и часовник. Манастирската черква е била най-големият християнски храм, издигнат в подвластните на турците християнски земи и възрожденските ни градове и села я вземат за модел на бъдещите си черкви. В изографисването и при изработването на дърворезбата художникът и майстор-резбарят също са се стремили да подражават на образци от Рилската обител. Още в началото на XIX век започва икономическото съживяване на Сапарево. Църквата е издигната в периода 1861 –1864 г. На мястото ѝ преди строежа имало само един каменен кръст, което подсказва, че там се е намирало старо оброчище. Църквата е изградена по инициатива на Алекси Грахльов, който бил най-бедният човек в селото. Подтик към това му дало съновидение, в което му се явила Богородица и му казала да построи църква. Пак по такъв чуден начин му било подсказано къде да копае, за да намери необходимите за строежа пари. Котелът, в който, както твърдят, бедният човек намерил заровените златни пари, и до днес се пази като реликва в църквата. За строежа били наети майстори от Трън, прочути със своите строителни умения, а за украсата бил поканен дърворезбар и иконописец от Банско-Разложката школа. Църквата е най-голямата в общината и е изключително красива. Четирите колони, крепящи централния купол, са увенчани с позлатени образи.
До 2005 г. в комплекс с черквата е и сградата на старото училище. Същото е развалено, за да не се самосрути.
Мнозина и до днес се чудят как е издаден ферман (разрешително) за построяване на такава внушителна по размер и височина черква. След Кримската война е подписан Мирният договор в Париж през 1865 г. Портата издава реформен акт под името Хатихуманюн, който позволява на българите да се борят за независима църква. Така издаването на ферман за строеж вече не е било толкова трудно. Големината на черквата е зависела от икономическата мощ на селото, а тук, както знаем и от имането, което Алекси Грахльов е намерил и вложил в построяване на храма, хората са били сравнително имотни.
Пред входа на черквата, отляво на стълбите, е и паметникът на загиналите от селото през войните за Обединението на България (1912 – 1918 г.).